# Alletto
Alletto (latino: Allectus; ... – 296) è stato un ammiraglio e politico romano, Imperatore della Britannia e della Gallia settentrionale, un usurpatore che tolse il potere a Carausio, che a sua volta se n'era impossessato nel 286/287. Regnò dal 293 al 296.

## Storia

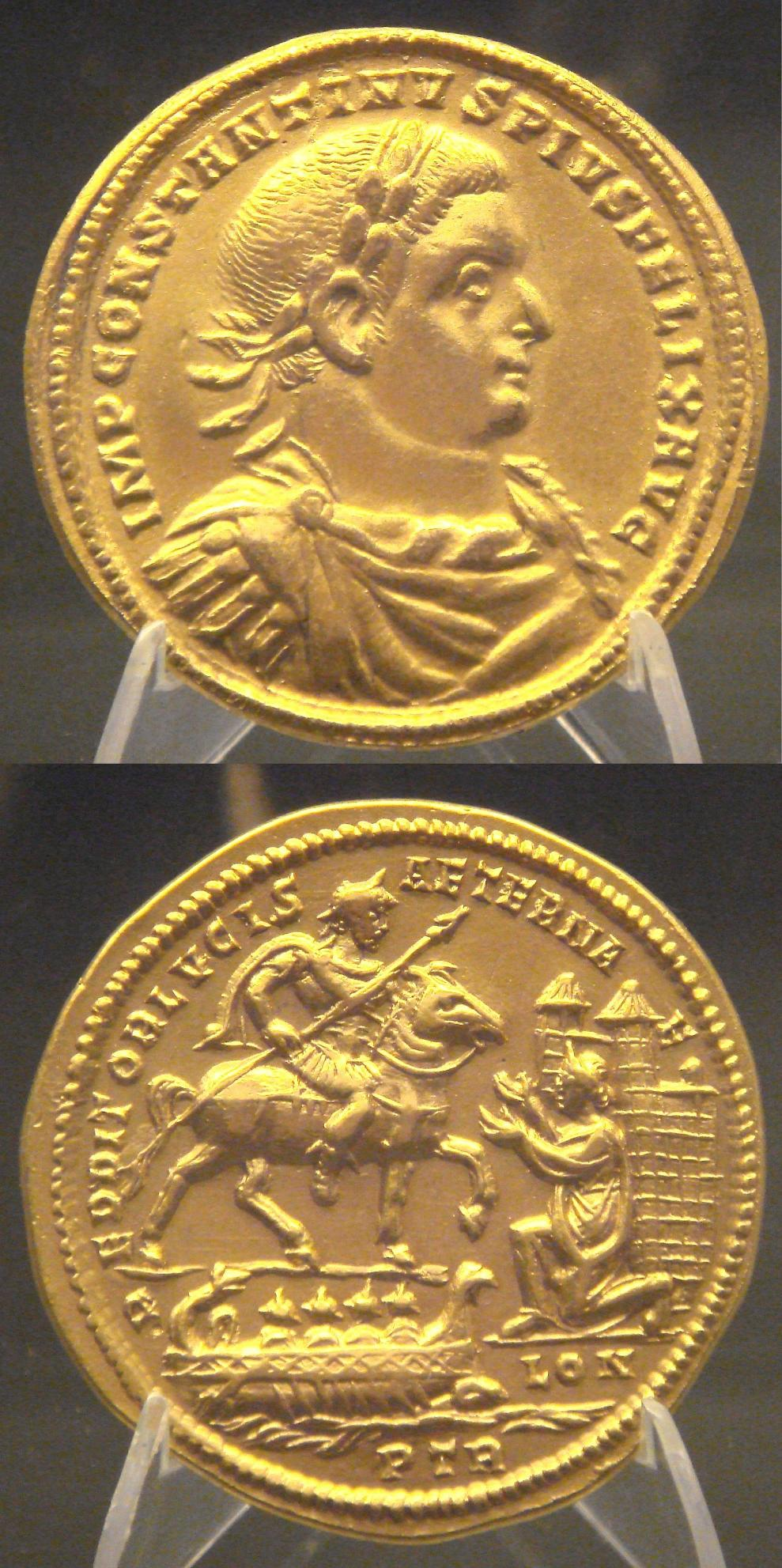
Medaglione di Costanzo Cloro celebrante la liberazione di Londra da Alletto.

Alletto era il tesoriere di Carausio, un ufficiale romano di umili natali (proveniva dalla tribù belgica dei Menapi), che si era distinto sotto il comando dell'imperatore Massimiano e che, dopo aver ricevuto il comando della classis britannica col compito di difendere la Manica dai pirati franchi e sassoni che devastavano la costa dell'Armorica e quella della Gallia Belgica, si era autoproclamato imperatore dopo aver saputo che Massimiano, sospettandolo di essere sceso a patti coi nemici, aveva dato l'ordine di eliminarlo.
Dopo varie vicissitudini, nel 293, isolato dal Cesare d'Occidente, Costanzo Cloro, Carausio fu assassinato da Alletto. Dopo tre anni di regno
Costanzo Cloro invase la Britannia, e Alletto fu sconfitto e ucciso in battaglia (forse a Silchester) da Giulio Asclepiodoto, prefetto del pretorio di Costanzo Cloro.

## NellaHistoria Regum Britanniae
Nella sua semi-leggendaria Historia Regum Britanniae, Goffredo di Monmouth (ca. 1136) fa di Alletto un ufficiale inviato dal Senato romano con tre legioni a deporre l'autoproclamato re Carausio. Dopo averlo eliminato, Alletto prese per sé il trono, ma fu deposto a sua volta da Giulio Asclepiodoto, duca di Cornovaglia, che poi fece massacrare con l'inganno dai suoi alleati, vendendo tutte le truppe del deposto sovrano e gettando le loro teste nel fiume Galobroc.